# Jan Hudec
Pour les articles homonymes, voir Hudec (homonymie).
Jan Hudec, né le 19 août 1981 à Šumperk en Tchécoslovaquie, est un skieur alpin tchéco-canadien spécialiste des épreuves de vitesse (descente, super-G). Éloigné des pistes de ski à cause de plusieurs blessures graves, le skieur se révèle en 2007 en montant sur la seconde marche du podium à l'occasion des Mondiaux 2007. Dès la reprise de la saison suivante, le Canadien enlève son premier succès en coupe du monde. En 2014, il est médaillé de bronze en super G aux Jeux olympiques de Sotchi.

## Biographie
Né à Šumperk dans l'ancienne Tchécoslovaquie, Jan et ses parents émigrent vers l'ex-Yougoslavie puis l'Allemagne où ils vivent durant quatre années avant de traverser l'Atlantique pour le Canada.
Le skieur participe pour la première fois à une épreuve de coupe du monde de ski alpin en février 2002. Lors d'une descente organisée à Saint-Moritz en Suisse, Hudec termine à la 49e position pour sa première course au plus haut-niveau. Quelques semaines plus tard, le Canadien marque ses premiers points lors d'un super G organisé à Garmisch-Partenkirchen. Lors des Mondiaux 2003, Jan Hudec obtient son premier top 10 en terminant septième sur le super-G.
Jan Hudec est écarté du haut-niveau pendant une saison entière à cause d'une blessure au genou subie en décembre 2003. Il effectue son retour à la compétition lors de la reprise de la coupe du monde 2004-2005. Cependant, en décembre 2004, après quelques courses, le skieur canadien subit de nouveau une grave blessure au genou droit lors d'une descente organisée à Val d'Isère (France). Souffrant d'une déchirure du ligament croisé antérieur, il est rapidement opéré mais est contraint de s'éloigner du circuit international pendant plus d'un an. Il effectue son retour à la compétition en janvier 2006 et participe à des compétitions mineures tout au long de la saison. Le skieur ne retrouve le haut-niveau qu'au cours de la saison 2006-2007 en figurant occasionnellement dans les 30 premiers avant de réaliser une grosse surprise lors des championnats du monde 2007 d'Åre. Sur l'épreuve de la descente, il occupe longtemps la première position étant parti avec le dossard 2 avant que le Norvégien Askel Lund Svindal ne le déloge de la plus haut marche du podium. Le Canadien obtient cependant la médaille d'argent, la seule décrochée par la délégation canadienne lors de la compétition.
Le 24 novembre 2007, à l'occasion de la première descente de la Coupe du monde 2008 organisée à Lake Louise, Jan Hudec remporte sa première victoire en coupe du monde. Montant pour la première fois de sa carrière sur un podium en Coupe du monde, il devient également le premier canadien à s'imposer en descente sur la piste canadienne. Mais le 9 janvier 2008, victime d’une lourde chute lors de la première descente d’entraînement de Wengen, Jan Hudec souffre d’une rupture du ligament croisé et doit mettre un terme à sa saison.
En 2014, lors de sa deuxième participation aux Jeux olympiques à Sotchi, Jan Hudec met fin à la disette canadienne en ski alpin depuis vingt ans en remportant la médaille de bronze du super G à égalité avec Bode Miller.
Il concourt pour la République tchèque depuis 2016 mais n'obtient aucun résultat significatif. Peu après sa participation aux Jeux olympiques d'hiver de 2018 à Pyeongchang, il prend sa retraite sportive.

## Palmarès

### Jeux olympiques
| Épreuve / Édition | Vancouver 2010 | Sotchi 2014 | Pyeongchang 2018 |
| Descente          | 25e            | 21e         | 45e              |
| Super G           | 23e            | Bronze      | Abandon          |

### Championnats du monde
| Épreuve / Édition | St-Moritz 2003 | Åre 2007 | Val d'Isère 2009 | Garmisch-Partenkirchen 2011 | Schladming 2013 | Saint-Moritz 2017 |
| Descente          | -              | Argent   | DNF1             | 25e                         | -               | 39e               |
| Super G           | 7e             | 7e       | -                | DNF1                        | 12e             | 32e               |

DNF1 = n'a pas terminé la première manche
| Épreuve / Édition | Québec 2000 | Verbier 2001 |
| Descente          | 18e         | 4e           |
| Slalom            | 18e         | 37e          |
| Slalom géant      | 24e         | 31e          |
| Super G           | 13e         | 15e          |

### Coupe du monde
- Meilleur classement général : 16e en 2012.
- 5 podiums (3 en descente et 2 en super G), dont 2 victoires.

#### Détail des victoires
| Édition / Épreuve | Descente    | Total |
| 2008              | Lake Louise | 1     |
| 2012              | Chamonix    | 1     |
| Total             | 2           | 2     |

#### Classements en Coupe du monde
| Année/Classement | Année/Classement | Général | Général | Descente | Descente | Slalom | Slalom | Slalom géant | Slalom géant | Super G | Super G | Combiné | Combiné |
| ---------------- | ---------------- | ------- | ------- | -------- | -------- | ------ | ------ | ------------ | ------------ | ------- | ------- | ------- | ------- |
| Année/Classement | Année/Classement | Class.  | Points  | Class.   | Points   | Class. | Points | Class.       | Points       | Class.  | Points  | Class.  | Points  |
| 2003             | 2003             | 123e    | 13      | -        | -        | -      | -      | -            | -            | 44e     | 13      | -       | -       |
| 2004             | 2004             | 116e    | 16      | -        | -        | -      | -      | -            | -            | 36e     | 16      | -       | -       |
| 2005             | 2005             | 91e     | 42      | 37e      | 36       | -      | -      | -            | -            | 45e     | 6       | -       | -       |
| 2007             | 2007             | 69e     | 98      | 31e      | 67       | -      | -      | -            | -            | 29e     | 31      | -       | -       |
| 2008             | 2008             | 37e     | 264     | 13e      | 174      | -      | -      | -            | -            | 24e     | 90      | -       | -       |
| 2009             | 2009             | 101e    | 32      | 39e      | 32       | -      | -      | -            | -            | -       | -       | -       | -       |
| 2010             | 2010             | 102e    | 36      | 44e      | 20       | -      | -      | -            | -            | 38e     | 16      | -       | -       |
| 2011             | 2011             | 75e     | 100     | 26e      | 89       | -      | -      | -            | -            | 45e     | 11      | -       | -       |
| 2012             | 2012             | 16e     | 548     | 9e       | 284      | -      | -      | -            | -            | 6e      | 264     | -       | -       |
| 2013             | 2013             | 35e     | 195     | 21e      | 103      | -      | -      | -            | -            | 15e     | 92      | -       | -       |
| 2014             | 2014             | 34e     | 233     | 24e      | 92       | -      | -      | -            | -            | 11e     | 141     | -       | -       |
| 2015             | 2015             | 82e     | 73      | 43e      | 26       | -      | -      | -            | -            | 30e     | 47      | -       | -       |

### Coupe nord-américaine
- Vainqueur du classement de descente en 2002.
- 3 victoires.

### Championnats du Canada
- Champion du slalom géant en 2011.